# Shrek – Der tollkühne Held

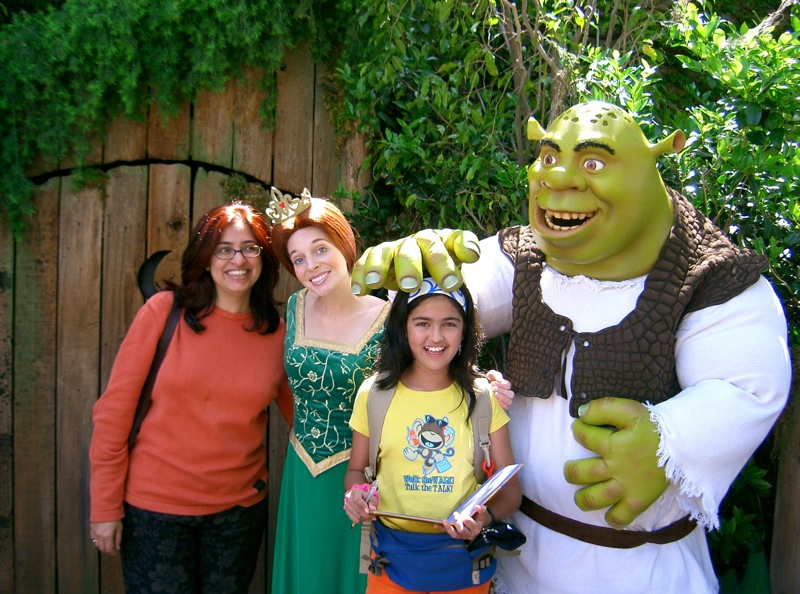
Schauspieler verkleidet als Shrek und Fiona

Shrek – Der tollkühne Held ist ein computeranimierter Kinofilm von DreamWorks aus dem Jahr 2001. Darin wird die Geschichte eines gleichnamigen Ogers erzählt, der in einer Märchenwelt lebt und versehentlich in ein Abenteuer um die Rettung einer Prinzessin gerät. Die Geschichte basiert auf dem Kinderbuch Shrek! von William Steig. Das Wort Shrek ist dem Jiddischen entliehen und entspricht dem deutschen Wort „Schrecken“. Der Film begründete eine eigene Filmreihe.

## Handlung
Der Film beginnt mit dem Eintauchen der Kamera in ein Märchenbuch, das die Geschichte einer Prinzessin erzählt, auf der ein schrecklicher, nicht genau genannter Fluch liegt. Sie ist in einem Turm gefangen und wird von einem feuerspeienden Drachen bewacht – so lange bis ein tapferer Ritter sie befreit und sie durch den Kuss der wahren Liebe vom Fluch befreit.
Der Held der Geschichte, Shrek, ist ein Oger. Daher wird er von seinen Zeitgenossen als grobschlächtig, dumm, hässlich und vor allem gefährlich empfunden. Er lebt in einem Sumpf und liebt es, allein zu sein.
Als Lord Farquaad, der Herr des Landes Duloc, alle Fabelwesen aus seiner Domäne vertreibt und sie in den Sumpf von Shrek umsiedelt, schließt dieser mit dem Lord einen Handel ab: Er darf seinen Sumpf wieder für sich alleine haben, wenn es ihm gelingt, die schöne Prinzessin Fiona aus ihrem von dem Drachen bewachten Turm zu befreien. Farquaad verspricht sich dadurch insgeheim eine Heirat mit der Prinzessin, die ihn zum König machen würde.
Bei dieser Mission wird Shrek von einem sprechenden Esel namens Esel begleitet. Zusammen erleben die beiden so unterschiedlichen Lebewesen verschiedene Abenteuer. Es gelingt ihnen, Fiona aus dem Turm zu befreien und vor dem Drachen zu retten. Fiona selbst ist empört, dass Lord Farquaad Shrek als Handlanger gesandt hat, anstatt sie selbst heldenhaft zu retten. Auf dem Rückweg nach DuLoc muss Shrek sie anfangs tragen, da sie sich weigert, mitzukommen. Dass sich auf dem Weg sowohl Shrek und Fiona als auch der Esel und die Drachendame ineinander verlieben, macht die Reise nicht einfacher. Shrek weiß zu diesem Zeitpunkt nicht, dass der Fluch, der auf der Prinzessin liegt, sie nach Einbruch der Nacht selbst zum Oger werden lässt.
In der Nacht, bevor Fiona Lord Farquaad treffen soll, entdeckt Esel, dass Fiona sich nach Sonnenuntergang verwandelt. Esel versucht, Fiona zu überzeugen, bei Shrek zu bleiben. Shrek hört durch die Tür von der Unterhaltung nur, dass Fiona sagt, niemand könnte ein Monster lieben. Shrek denkt, dass Fiona von ihm spricht, da er nicht wissen kann, dass Fiona sich selbst als Monster bezeichnet. Wütend bringt er kurz nach Sonnenaufgang Farquaad mit Fiona zusammen, die wieder Menschengestalt angenommen hat. Shrek verabschiedet sich von Fiona mit den Worten, dass sie recht habe und sich niemand in ein Monster verlieben könnte. Fiona wiederum denkt, er spräche von ihr, obwohl er von sich selbst spricht.
Unglücklich beschließt Fiona, Farquaad zu heiraten. Nachdem Esel Shrek das Missverständnis erklärt, verhindern die beiden mit Hilfe des Drachen die Hochzeit. Farquaad, der Shrek hinrichten und Fiona zurück in den Turm sperren will, wird von dem Drachen verschlungen. Durch den darauf folgenden Kuss der wahren Liebe zwischen Fiona und Shrek wird der Fluch, der auf Fiona liegt, aufgehoben. Sie nimmt endgültig die Gestalt einer Ogerfrau an und heiratet Shrek.

## Produktion
- Shrek war zum Zeitpunkt seiner Erstellung der bislang aufwendigste computeranimierte Film.
- Ursprünglich sprach in der englischsprachigen Originalfassung der Komiker Chris Farley Shrek. Er starb jedoch während der Produktion des Films. Seine Position übernahm daraufhin Mike Myers.
- Für die Figur des Esels suchten die Filmschöpfer über einen Internetaufruf einen echten Esel, um dessen Bewegungen und Mimik genauestens zu studieren und diese auf die Computerfigur zu übertragen. Man wurde schließlich in dem kalifornischen Zwergesel „Pericles“ fündig.[2]

### Musik
Als Filmmusik wird englischsprachige Rockmusik eingesetzt.
- All Star – Smash Mouth
- Bad Reputation – Joan Jett & the Blackhearts
- Meditation – Antônio Carlos Jobim
- I’m On My Way – The Proclaimers
- Escape (The Piña Colada Song) – Rupert Holmes
- My Beloved Monster – Eels
- You Belong to Me – Jason Wade
- Best Years of our Lives – Baha Men
- Hallelujah – John Cale (im Original von Leonard Cohen; im Film wurde die Version von Cale verwendet, auf der Soundtrack-CD ist jedoch eine Version von Rufus Wainwright zu hören.)
- I’m a Believer – Eddie Murphy und Smash Mouth (im Original von Neil Diamond und bekannt durch The Monkees)
- Like Wow! – Leslie Carter
- It is You (I Have Loved) – Sabina Halsey (im Original von Dana Glover)

## Anspielungen

### Märchen und Filme
Da der Produzent Jeff Katzenberg Mitte der 1990er die Disney-Studios im Streit verlassen hatte, sind viele der Märchenfiguren als Parodien auf erfolgreiche Adaptionen von Disney zu verstehen. Auch Filme wurden parodiert:
- Robin Hood (1973) – die Ogerjäger am Anfang des Films haben exakt die gleiche Kleidung an wie Robin Hood in der Disney-Verfilmung. Außerdem tritt ein Robin Hood mit einem französischen Akzent auf.
- Schneewittchen und die sieben Zwerge (1937) – die sieben Zwerge suchen samt Schneewittchen im Sarg ein neues Zuhause, nachdem sie wie die anderen Märchen- und Fabeltiere verkauft oder vertrieben wurden. Außerdem besitzt Lord Farquaad einen sprechenden Spiegel, der Schneewittchen als Junggesellin des Königreiches für Lord Farquaard aufzählt. Außerdem singt Fiona im Morgengrauen zusammen mit einem Vogel, welcher auch sehr an die Disney-Verfilmung des Märchens erinnert.
- Pinocchio (1940) – Pinocchio wird von seinem Erschaffer Geppetto verkauft. Daraufhin gehört Pinocchio zu Shreks Freundeskreis und tritt in allen Shrek-Filmen auf.
- Peter Pan (1953) – Die Fee aus den Peter-Pan-Abenteuern „Glöckchen“ fällt kurz auf Esel, worauf er dann für kurze Zeit fliegen kann.
- Die drei kleinen Schweinchen – die drei kleinen Schweinchen werden ebenfalls wie Pinocchio verkauft und gehören danach auch zu Shreks Freunden und treten in allen Shrek-Filmen auf. In der Originalfassung sprechen sie mit einem deutschen Akzent.
- Rotkäppchen – der böse Wolf aus dem Märchen Rotkäppchen, in der Verkleidung von Rotkäppchens Großmutter, sucht ebenfalls bei Shrek ein Zuhause. Später wohnt er schließlich dort und gehört zu Shreks Freunden.
- Dornröschen (1959) – die drei Feen aus Dornröschen sieht man kurz vor dem Oger fliehen.
- Cinderella (1950) – Aschenputtel wird von dem Spiegel als eine Junggesellin des Königreiches aufgezählt. Am Ende des Films taucht die gute Fee auf und zaubert eine Kutsche herbei.
- King Kong – der Drache klopft sich auf die Brust und brüllt wie King Kong.
- Matrix – Fiona springt im Stil der Bullet Time in die Höhe, steht in der Luft still, während die Kamera um sie herumfährt und Fiona Zeit hat, ihr Haar zu ordnen, bevor sie weiterkämpft.
- Godzilla (1998) – der Esel sucht den Drachen, als er bemerkt, dass er vom Drachen(-auge) durch ein Loch in der Wand angestarrt wird.
- Highlander – Es kann nur einen geben – nachdem Fiona sich in eine ogerliche Schönheit verwandelt hat und Shrek küsst, erfährt sie Licht- und Schwebeeffekte wie Connor MacLeod, nachdem dieser seinen letzten Widersacher enthauptet hat.

### Weitere Anspielungen
- Farquaad klingt wie fuck-wad, was auf Englisch eine Beleidigung für eine hochnäsige oder unnütze Person ist.
- Die Darstellung der Stadt DuLoc parodiert mehrfach Disneyland, z. B. ist das Puppen-Eröffnungsmedley Welcome to DuLoc eine Parodie an die Attraktion It's a small world.
- Auf dem Parkplatz vor Farquaads Schloss steht ein Schild „You are parked in Lancelot“. Dies ist ein Wortspiel aus parking lot, dem Wort für Parkplatz in amerikanischem Englisch, und Lancelot.
- Shrek erwähnt in der deutschen Synchronfassung, dass ein Oger den Spitznamen „Blähboy“ habe. Dies ist eine Anspielung auf das Männermagazin Playboy.
- Von mehreren Autoren wurde spekuliert, ob das Aussehen von Shrek an den französischen Wrestler Maurice Tillet, bekannt als The French Angel, angelehnt ist, der an Akromegalie litt.

## Fortsetzungen
- Vor dem Erscheinen des zweiten Shrek-Kinofilms wurde der erste Film in einer „erweiterten“ Fassung neu auf DVD herausgegeben. Die Erweiterung bestand aus einem zusätzlichen 15-minütigen Kurzfilm, der in 3D erstellt wurde. Zum Ansehen lagen der DVD 3D-Brillen bei. In einigen Ländern wurde der 3D-Kurzfilm auch in IMAX-Kinos gezeigt.
- 2004 wurde die erste Fortsetzung des Films, Shrek 2 – Der tollkühne Held kehrt zurück, veröffentlicht.
- Shrek der Dritte kam 2007 in die Kinos und handelt davon, dass die beiden Protagonisten einen Thronfolger suchen, um in den Sumpf zurückzukehren.
- 2007 erschien für das Fernsehen der rund 30-minütige Weihnachtsfilm Shrek – Oh du Shrekliche (Shrek the Halls),[3] der ab 2007 jedes Jahr zu Weihnachten bei ProSieben ausgestrahlt wurde.
- Im Jahr 2009 etablierte sich eine Musical-Fassung des ersten Films am New Yorker Broadway mit Brian D’Arcy James, Sutton Forster, Daniel Breaker und Christopher Sieber.
- 2010 erschien für das Fernsehen das 21-minütige Halloween-Spezial Scared Shrekless (Er-Shrek dich nicht!).
- Ein vierter Teil mit dem Titel Für immer Shrek von Regisseur Mike Mitchell kam 2010 in die Kinos.[4] Der Film wird auch in 3D gezeigt.[5] Die Pläne für einen fünften Teil, der für 2013 angekündigt war,[6] wurden fallen gelassen, doch im April 2023 gaben mehrere Quellen an, dass es einen fünften Teil geben wird, voraussichtlich jedoch nicht vor Ende 2024.[7]

## Rezeption

### Kritiken
Der Film erhielt überwiegend gute Kritiken. Nach Angaben der Webseite Rotten Tomatoes erhielt der Film von 89 % der Filmkritiker ein positives Urteil, basierend auf 176 Filmkritiken.
James Berardinelli bezeichnete den Film auf ReelViews als „wundervoll“ und „schrullig“. Der Film könne genauso die Kinder, wie auch deren Eltern „packen“. Berardinelli lobte stark die Animationstechnik.
Roger Ebert schrieb in der Chicago Sun-Times vom 18. Mai 2001, der Film sei eine „erstaunliche visuelle Freude“, die Animation sei zugleich realitätsnah und fantastisch. Der Film lebe jedoch von seiner unterhaltsamen Geschichte und dem liebenswürdigen Charakter des Ogers Shrek.
Mick LaSalle schrieb in der San Francisco Chronicle vom 18. Mai 2001, der Film sei „visuell elegant“. Er sei „ehrlicher“ und „warmherziger“ als die meisten Zeichentrickfilme. Shrek lebe zwar in einer Fantasiewelt, doch sein Verhalten und seine Geisteshaltung seien in der realen Welt verankert. Man könne den Film deswegen als den ersten wirklich modernen animierten Film bezeichnen.

„Computeranimierte Verfilmung eines amerikanischen Kinderbuches, die viele bekannte Märchen versammelt und dabei vor allem jene Art von Niedlichkeit aufs Korn nimmt, die in Disney-Filmen dominiert. Dabei entsteht viel ironischer Humor, der mit einer spannenden Erzählung einher geht. Technisch hervorragend, in ansprechende Bilder gefasst.“

### Auszeichnungen

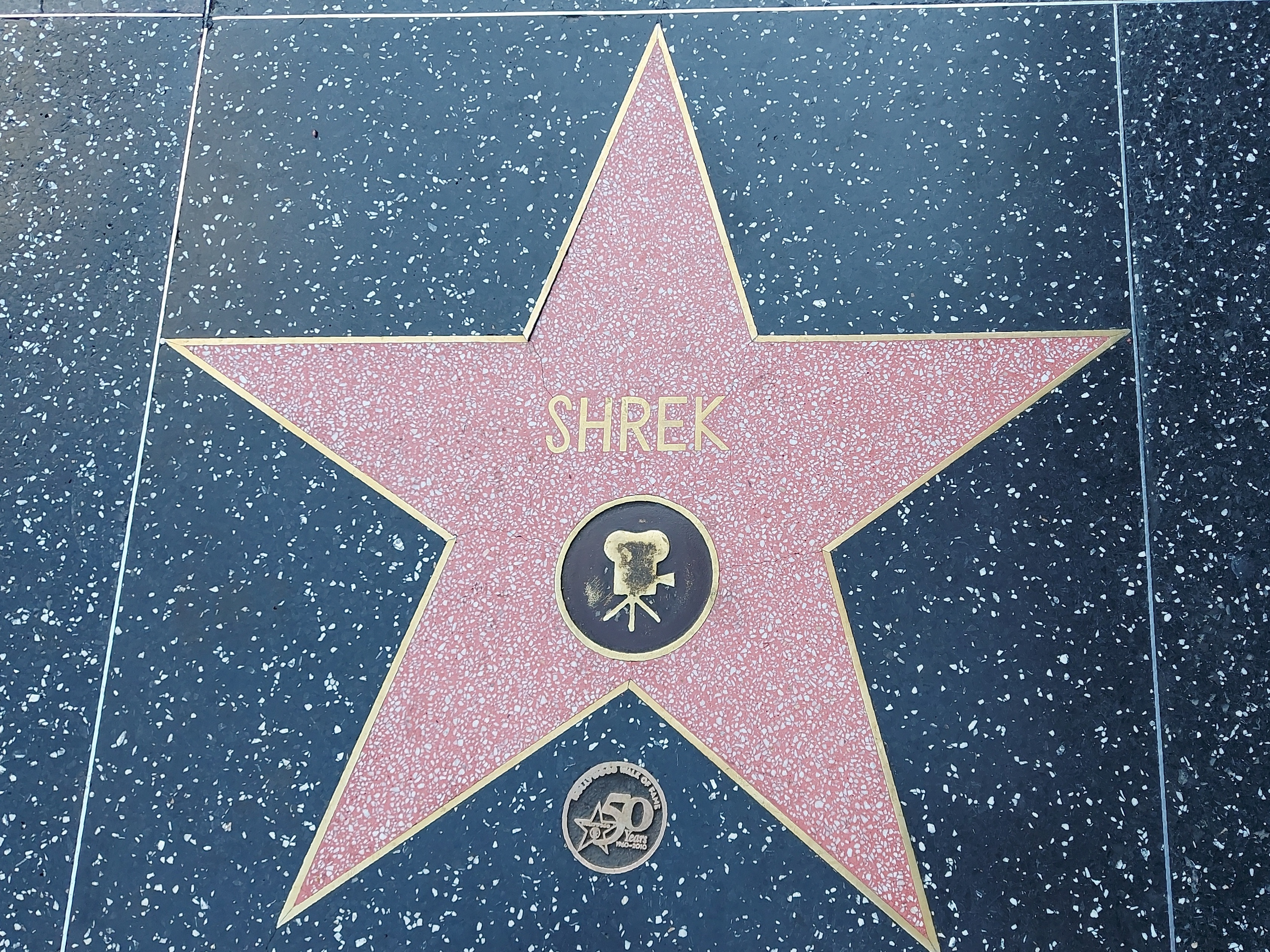
Stern auf dem Hollywood Walk of Fame

- Oscar als bester animierter Spielfilm bei der Oscarverleihung 2002, das Drehbuch wurde für einen weiteren Oscar nominiert
- Nominierung für den Golden Globe Award in der Kategorie Bester Film – Komödie oder Musical im Jahr 2002
- Young Artist Award als Bester animierter Film im Jahr 2002
- Nominierungen für den MTV Movie Award im Jahr 2002 als Bester Film, für Eddie Murphy, für Mike Myers sowie für das aus Cameron Diaz, Eddie Murphy und Mike Myers bestehende Team
- Nominierung für den Golden Satellite Award als Bester animierter Film im Jahr 2002
- Goldene Leinwand im Jahr 2001
- Hollywood Walk of Fame[12] (Shrek als geehrte Trickfigur)
- Die Deutsche Film- und Medienbewertung FBW in Wiesbaden verlieh dem Film das Prädikat „besonders wertvoll“.[13]
- Shrek – Der tollkühne Held wurde 2020 in das National Film Registry aufgenommen.

### Einfluss
Infolge des großen Erfolgs von Shrek wurden ironisch-satirische Märchen-Parodien in Filmen beliebt. Weitere Animationsfilme mit ähnlichem Humor sind etwa Es war k'einmal im Märchenland und Die Rotkäppchen-Verschwörung. Auch Spielfilme und TV-Serien wie etwa 7 Zwerge und Die Märchenstunde nahmen sich der ironischen Persiflage klassischer Märchen an.

## Synchronisation
Die deutsche Synchronisation wurde von der Berliner Synchron AG unter der Dialogregie von Michael Nowka, der auch den Zauberspiegel spricht, produziert.
| Rolle         | Originalsprecher | Deutscher Sprecher |
| ------------- | ---------------- | ------------------ |
| Shrek         | Mike Myers       | Sascha Hehn        |
| Fiona         | Cameron Diaz     | Esther Schweins    |
| Esel          | Eddie Murphy     | Randolf Kronberg   |
| Lord Farquaad | John Lithgow     | Rufus Beck         |
| Pinocchio     | Cody Cameron     | Gerald Schaale     |
| Lebkuchenmann | Conrad Vernon    | Santiago Ziesmer   |
| Wolf          | Aron Warner      | Wolfgang Kühne     |
| Zauberspiegel | Chris Miller     | Michael Nowka      |
| Monsieur Hood | Vincent Cassel   | Michael Pan        |
| Drache        | Frank Welker     | Frank Welker       |

## Sonstiges
Der Kinostart des Films in Deutschland war am 5. Juli 2001. Im deutschen Free-TV war er erstmals am 31. Mai 2004 ab 17.50 Uhr in der ARD zu sehen.